# إياد العزي
إياد أحمد عطية العِزي كان قياديا بارزا في الحزب الإسلامي العراقي، وعضوا المكتب السياسي للحزب، وعضوا فعالا في حركة الإخوان المسلمين في العراق.

## الولادة والنشأة
ولد إياد العزي في الأول من تموز عام 1962م في العراق في محافظة ديالى، قضاء بعقوبة، ناحية العبارة  في قرية زهرة، وفي عام 1984م، تخرج من كلية الهندسة وعمِلَ في مجال تخصصهِ.
وهو  من قبيلة العز أو بني عز العربية القريشية الحسينية. تقطن عشيرته وأهله مدينة بعقوبة في قرية زُهرة.  وهي من القبائل المعادية للاحتلال الامريكي ومناطقهم كانت فيها مقاومة بارزة
وفي عام 1994م، نال شهادة البكالوريوس من كلية الشريعة بجامعة بغداد، وعمل في الخطابة في المساجد، وشارك في مؤتمراتٍ عِدة في داخل البلد وخارجه. ومنها في الجزائر والسودان وتركيا وغيرها.

## المناصب السياسية
شغل منصب عضو في الجمعية الوطنية الانتقالية المؤقتة عامي 2004 و2005.

## وفاته
في تاريخ 28 تشرين الثاني 2005م، أستهدف بكمين على طريق عودته من آخر خطبةٍ له في عامرية الفلوجة، واغتيل مع من معه.

## وصلات خارجية
- موقع الحزب الإسلامي العراقي
- العراق ما بعد تشكيل الحكومة الجديدة - برنامج المشهد العراق 15/5/2005 - قناة الجزيرة